# 順化市 (省轄市)
順化市（越南语：／）是越南中部原承天順化省省莅，面积72平方公里，2018年总人口455,230人。古称富春（越南语：／）。雖然漢語中翻譯為「順化」，實際上在越南語中順化今名「化」（越南语：／，越南語發音：[hwě] ⓘ），歷史上原为顺化（越南语：／）。
順化歷史上曾先後为阮主、西山朝和阮朝的京城，是越南的古都，以历史古蹟著称。1993年，顺化京城和顺化皇城（顺化历史建筑群）入选联合国教科文组织世界文化遗产。

## 地理
顺化市位于越南中部，北距河内540公里，南距胡志明市644公里，西靠长山山脉，东临南中國海。香江穿城而过，将城市分为北南两区。北区是老城，又有外城和内城之分。外城城墙高6米，有护城河环绕。

## 历史

### 封建时代
在西汉时期，此地原本屬於交州日南郡象林縣所管轄。东汉献帝初平三年（192年），占族人区连杀死汉朝日南郡象林縣令，从汉朝独立，占据了原日南郡的大部分地区（越南中部），以婆罗门教为国教，建立占婆国，和漢朝以顺化为界。這裡是古代占婆王国與漢朝的邊界。
陳興隆十四年（1306年），陈英宗将玄珍公主嫁给占城国王制旻，换取乌、里二州之地，设置顺州和化州。其中顺州在今广治省，化州在今承天顺化省和广南省。屬明時期，当地隶属顺化府。後黎朝建国后，改置为顺化路。
17世纪，阮主以顺化、广南一带为根據地。1687年，阮福溙将首府迁至富春社，所以首府又称富春。西山朝时，阮惠也定都富春。1802年，廣南阮氏的阮福映建立阮朝，仍旧定都于此。1822年，设为承天府。

### 法属时期
1883年，法国占领越南，越南沦为保护国。1898年10月20日，中圻钦使府（殖民政府）计划在承天府香江两岸划定包括京城在内的城区，设立顺化市社。1899年8月30日，法属印支总督正式批准设立顺化市社。
順化作为京城的历史一直持续到1945年。1945年8月，日本向盟军投降。8月19日，胡志明领导的越盟在河內奪取政權，成立臨時革命政府，并電函順化，要求阮朝末代皇帝保大帝退位。这时，日本大使橫山建议保大使用日本的軍力，可以轻而易举地殲滅越盟，但是保大不愿意利用外來力量来屠杀越南人，拒絕了橫山的建議。8月24日，下詔宣佈退位。8月30日，保大在順化王宮的午門前举行了退位仪式，将象征权力的国玺和宝剑交给越盟代表陳輝燎、阮良朋和瞿輝瑾，他宣稱：“ 願為獨立國之民， 不作奴隶帝王 ”。保大放弃了君主身份和姓名“阮福晪”，改用原名“阮福永瑞”。2天以后的9月2日，越南民主共和國临时政府在河内成立，保大成为越南民主共和国的“首位公民”。

### 南越时期
越南南北分裂時期，順化依1954年日內瓦會議屬於南越，但距離北越相當近。1956年，南越总统吴廷琰签署敕令，顺化市社成为越南共和国直辖市之一，同时是承天省省莅。
1963年，順化化學攻擊事件，佛教徒危機期間南越陸軍為鎮壓反對吳廷琰獨裁統治的市民和僧侶，而對示威人群噴灑催淚武器，造成67人重傷送醫。
1968年，美國海軍陸戰隊和南越陸軍在順化與越共爆發激烈的順化戰役。

### 统一以来
1976年，越南正式统一，顺化市和承天省、广治省、广平省合并为平治天省，省莅顺化市。顺化市下辖富安坊、富吉坊、富厚坊、富协坊、富和坊、富顺坊、西禄坊、顺和坊、顺禄坊、顺城坊、永利坊、永宁坊、香留社、水富社、水福社、水长社、水春社、春龙社12坊6社。
1979年3月13日，富安坊并入富吉坊。
1981年9月11日，香田县香海社、香丰社、香荣社、香初社、香龙社、香湖社、香平社、香寿社8社和香渚社部分区域、香富县水平社、水瓢社、水安社、水杨社、富上社、富杨社、富茂社、富清社、富津社9社和水云社部分区域划归顺化市管辖；香渚社部分区域划归香湖社管辖，水云社部分区域划归水富社和香留社管辖。
1981年9月17日，香湖社析置香安社。
1983年1月6日，香海社分设为顺安社和邰阳社，平田第一新经济区设立平田社，平田第二新经济区设立平城社，富顺坊析置富平坊，永利坊和水安社析置安旧坊，永宁坊和水春社析置坊德坊，春龙社改制为金龙坊，香留社改制为苇野坊，水富社改制为春富坊，水福社改制为福永坊，水长社改制为长安坊。
1989年6月30日，平治天省分设为承天顺化省、广治省和广平省，顺化市成为承天顺化省省莅。
1990年9月29日，水平社和水杨社2社划归香水县管辖，富上社、富杨社、富茂社、富清社、富津社、顺安社6社划归富荣县管辖，平城社、平田社、香平社、香湖社、香安社、香荣社、香寿社、香丰社、邰阳社9社划归香茶县管辖。
1992年9月24日，顺化市被评定为二级城市。
1993年，联合国教科文组织以顺化历史建筑群为世界文化遗产。
1995年11月22日，永利坊分设为富会坊和富润坊。
2005年8月24日，顺化市被评定为一级城市。
2007年3月27日，香初社分设为安和坊和香初坊，水安社分设为安东坊和安西坊。
2010年3月25日，香龙社改制为香龙坊，水春社改制为水春坊，水瓢社改制为水瓢坊。
2021年4月27日，香茶市社香安坊、香湖坊、邰阳社、香丰社、香寿社、香荣社2坊4社、香水市社水凭社、水云社2社和富荣县顺安市镇、富杨社、富茂社、富清社、富上社1市镇4社划归顺化市管辖；富吉坊和富协坊合并为嘉会坊，富平坊并入顺禄坊，富和坊和顺城坊合并为东巴坊，富顺坊并入西禄坊和顺和坊，香荣社改制为香荣坊，水云社改制为水云坊，富上社改制为富上坊，顺安市镇改制为顺安坊。
2024年11月30日，越南国会通过决议，自2025年1月1日起，承天顺化省改制为中央直辖市顺化市，原省辖顺化市分设为顺化郡和富春郡。

## 行政区划
顺化市下辖29坊7社，市人民委员会位于春富坊。
- 安旧坊（Phường An Cựu）
- 安东坊（Phường An Đông）
- 安和坊（Phường An Hoà）
- 安西坊（Phường An Tây）
- 东巴坊（Phường Đông Ba）
- 嘉会坊（Phường Gia Hội）
- 香安坊（Phường Hương An）
- 香湖坊（Phường Hương Hồ）
- 香龙坊（Phường Hương Long）
- 香初坊（Phường Hương Sơ）
- 香荣坊（Phường Hương Vinh）
- 金龙坊（Phường Kim Long）
- 富厚坊（Phường Phú Hậu）
- 富会坊（Phường Phú Hội）
- 富润坊（Phường Phú Nhuận）
- 富上坊（Phường Phú Thượng）
- 福永坊（Phường Phước Vĩnh）
- 坊德坊（Phường Phường Đúc）
- 西禄坊（Phường Tây Lộc）
- 顺安坊（Phường Thuận An）
- 顺和坊（Phường Thuận Hòa）
- 顺禄坊（Phường Thuận Lộc）
- 水瓢坊（Phường Thuỷ Biều）
- 水云坊（Phường Thuỷ Vân）
- 水春坊（Phường Thuỷ Xuân）
- 长安坊（Phường Trường An）
- 永宁坊（Phường Vĩnh Ninh）
- 苇野坊（Phường Vĩ Dạ）
- 春富坊（Phường Xuân Phú）
- 邰阳社（Xã Hải Dương）
- 香丰社（Xã Hương Phong）
- 香寿社（Xã Hương Thọ）
- 富杨社（Xã Phú Dương）
- 富茂社（Xã Phú Mậu）
- 富清社（Xã Phú Thanh）
- 水凭社（Xã Thuỷ Bằng）

## 交通
- 越南鐵路
  - 南北線：順化站

## 姊妹城市、友好城市
- 伊朗 安扎利港（位於吉蘭省，姊妹城市）[15]
- 美国 檀香山（位於夏威夷州，姊妹城市）[16]
- 美国 纽黑文（位於康湼狄格州，姊妹城市）[16]
- 加拿大 魁北克市（位於魁北克省，姊妹城市）[17]
- 日本 靜岡市（位於靜岡縣，友好城市）
- 日本 西條市（位於愛媛縣，友好城市）
- 法國 布盧瓦（位於中央-盧瓦爾河谷大區,友好城市）

## 教育

### 高等教育
- 順化大學

## 纪念
- 為紀念順化戰役，美國海軍將一艘神盾巡洋艦（CG-66）命名為「順化市號」。